# Юньков Яким Арсентійович
Яким Арсентійович Юньков (20 вересня 1902, Новороманово — 9 вересня 1981, Дніпропетровськ) — український радянський науковець-гравіметрист, геологорозвідник родовищ корисних копалин, педагог. Доктор геолого-мінералогічних наук (1944), професор (1946). Лауреат Державної премії УРСР в галузі науки і техніки (1972). Впроваджувач гравіметричного методу пошуку та розвідки хроміту, дослідник магнітних і гравітаційних аномалій Криворізького залізорудного басейну.
Майже 40 років — науковий співробітник і педагог Дніпропетровського гірничого інституту імені Артема (1944—1981), засновник і завідувач кафедри геофізичних методів розвідки. Автор понад 100 наукових робіт, учень професора Петра Соболевського. Один із основних творців української геофізичної школи.

## Життєпис
Народився 20 вересня 1902 року в селі Новороманово (теперішня Рязанська область РФ) у селянській родині. У 1919 році за обставинами, що склались у селі, був обраний головою сільської ради, працював на цій посаді до 1923 року.
З 1924 року — в Червоній армії, служив командиром відділення в Костромі, створив у своїй телеграфній роті осередок Міжнародної організації допомоги борцям революції. У 1928 році закінчив робітничий факультет у Костромі, у 1932 році — Уральський геологорозвідувальний інститут (пізніше — Свердловський гірничий інститут, СГІ), здобувши спеціалізацію «Інженер геолог-геофізик». Ще навчаючись у інституті, паралельно очолював геофізичну та горно-геометричну експедицію.
Після закінчення інституту керував Полтавською гравіметричною партією, лабораторією та кабінетом гравіметрії, викладав загальний курс цієї дисципліни. У 1934 році закінчив прискорену аспірантуру Уральського філіалу Академії наук СРСР. Через два роки здобув науковий ступінь кандидата фізико-математичних наук, захистивши дисертацію на тему «Тепловой эффект в крутильных весах Этвеша» (науковий керівник — професор Петро Соболевський).
У 1936 році повернувся до СГІ, де обійняв посаду доцента кафедри геофізики. Через рік призначений заступником директора інституту з науково-навчальної роботи. У 1944 році здобув науковий ступінь доктора геолого-мінералогічних наук, захистивши дисертацію на тему «Применение гравиметрического метода к поискам и разведке хромистого железняка».
Після захисту докторської дисертації, за розпорядженням Головного управління навчальних закладів Народного комісаріату вугільної промисловості СРСР, направлений до Дніпропетровського гірничого інституту імені Артема, де розпочав створення з нуля (після деокупації Дніпропетровщини) кафедри геофізичних методів розвідки, яку й очолив. У 1946 році затверджений у вченому званні професора.
У 1951—1964 роках паралельно обіймав посаду заступника директора інституту з навчальної роботи. У 1974 році передав керування кафедрою геофізичних методів розвідки своєму учню, професору Костянтину Тяпкіну, до кінця життя працював професором кафедри.
Жив у Дніпропетровську, в будинку № 2 на вулиці Кірова. Помер на 79-му році життя 9 вересня 1981 року.

## Наукова та організаторська діяльність
Автор понад 100 наукових робіт. Один із основних творців української геофізичної школи, засновник наукової школи з інтерпретації геофізичних аномалій і геоінформаційних систем. Серед учнів Якима Юнькова — доктори та кандидати наук Микола Афанасьєв, Володимир Філатов, Костянтин Тяпкін, Євген Булах, Юлій Зорін, Григорій Голіздра, Павло Міненко, Борис Бусигін (останній учень професора).
З 1930 року працював під керівництвом професора Петра Соболевського в низці розвідувальних партій, зокрема в Бакальському залізорудному басейні (Челябінська область) та на родовищах Полтавщини, де розробив методику пошуку та розвідки хроміту. Свою кандидатську дисертацію 1936 року присвятив одній із найважливіших галузей геофізики — приладобудуванню.
Деякий час працював в Уральському відділенні Всесоюзного науково-дослідного геологічного інституту, займався промисловими пошуками хроміту гравіметричним методом у Алапаєвському районі. У 1938 році відкрив низку великих рудних тіл на Аккаргінському та Донському родовищах хроміту. На початку 1940-х років очолив (як науковий керівник) геофізичну партію з пошуків родовищ нафти Красноуфімського та Манчазького районів.
Після переїзду до Дніпропетровська фактично заново створив кафедру геофізичних методів розвідки Дніпропетровського гірничого інституту імені Артема, сформував науково-педагогічний колектив, заснував аспірантуру. Під час роботи в Україні досліджував, зокрема, магнітні та гравітаційні аномалії Криворізького залізорудного басейну. У 1972 році, спільно з колегами, нагороджений Державною премією УРСР в галузі науки і техніки «за розробку та впровадження методики геологічного картування, розшуків і вивчення глибинної будови родовищ Української залізорудної провінції геофізичними методами».

## Науковий доробок (частковий)
- Термический эффект в крутильных весах Этвеша / А. А. Юньков. — Москва ; Ленинград: Изд-во Акад. наук СССР, 1935 (Л. : тип. Акад. наук СССР). — Обл., 18 с., без тит. л. : черт.
- Тепловой эффект в крутильных весах Этвеша: (Тезисы диссертации на степень кандидата наук) / А. А. Юньков ; Акад. наук СССР. — [Москва]: тип. Музея народов СССР, [1935]. — [2] с.
- Поиски хромистого железняка методом гравиметрии / А. А. Юньков; Урал. геол. трест. — Свердловск ; Москва: ОНТИ, 1937 ([Свердловск]: тип. газ.-журн. изд-ва «Урал. рабоч»). — Обл., 114, [2] с., 8 вкл. л. граф., план. : черт., граф., план.
- Ускоренный способ вычисления аномалий силы тяжести / А. А. Юньков, Н. Л. Афанасьев, Н. А. Федорова. — Москва: Госгеолиздат, 1953. — 60 с. : черт.
- Юньков А. А., Булах Е. Г. Возможности использования метода сеток для интерпретации аномалий горизонтального градиента силы тяжести. — Труды Ии-та геол. наук АН УССР. Сер. геофиз., Киев, 1958, вып. 2, с. 94—97.
- Интерпретация магнитных и гравитационных аномалий над антиклинальными структурами / А. А. Юньков. — Москва: Госгеологтехиздат, 1959. — 20 с. : ил.
- Интерпретация аномалий Δg над контактами и сбросами. — Москва: Госгеолтехиздат, 1961. — 36 с. : черт.
- Интерпретация аномалий Vzx и H над контактами и сбросами. — Москва: Госгеолтехиздат, 1961. — 28 с. : черт.
- Интерпретация аномалий VΔ, Vzz и Z над контактами и сбросами / А. А. Юньков, Н. Л. Афанасьев, Н. А. Федорова. — Москва: Госгеолтехиздат, 1961. — 28 с. : черт.
- Интерпретация магнитных и гравитационных аномалий над куполообразными структурами. — Москва: Госгеолтехиздат, 1962. — 31 с., 4 отд. л. граф. : черт.
- Интерпретация магнитных и гравитационных аномалий над пластообразными телами. — Москва: Госгеолтехиздат, 1963. — 40 с., 11 отд. л. черт. : черт.
- Сборник материалов по вопросам горного дела / [Отв. ред. проф. А. А. Юньков] ; М-во высш. и сред. спец. образования УССР. Днепропетр. горный ин-т им. Артема. — Харьков: Изд-во Харьк. ун-та, 1964. — 175 с. : ил.
- Юньков А. А., Вдовин И. В. Учет неровностей стенок выработки при гравитационных измерениях в ней. — Геофиз. сб. АН УССР, Киев, 1967, вып. 22, с. 85—90.
- Интерпретация гравитационных и магнитных аномалий над пластовидными телами. — Львов: Изд-во Львовского ун-та, 1968. — 36 с., 134 л. палеток: черт.
- Интерпретация гравитационных и магнитных аномалий над антиклинальными структурами. — Харьков: Изд-во Харьк. ун-та, 1970. — 36 с., 93 л. палеток: граф.
- Поиски и находки: [Сборник статей] / [Ред. коллегия: А. А. Юньков (отв. ред.) и др.] ; Днепропетр. горный ин-т им. Артема. Трест «Днепрогеофизика» М-ва геологии УССР. НТО нефт. и газовой пром-сти. — Днепропетровск: Промiнь, 1970. — 93 с. : черт.
- Юньков А. А. Учет неровностей стенки горизонтальной выработки при гравитационных измерениях в ней. — Изв. Днепропетровск, горн, ун-та. 1971, т. 54, с. 114—122.
- Юньков А. А., Бурьян Н. Р., Анищенко Н. М. Выбор оптимальных размеров поисковой сети шахтной градиентометрической съемки. — Геофиз. сб. АН УССР, Киев, 1972, вып. 45, с. 20—27.
- Юньков А. А., Бурьян Н. Р. О геологической эффективности гравиразведки. — Геофиз. разведка, 1972, № 54, с. 116—124.
- Изучение глубинного строения Криворожской структуры по геофизическим данным / А. А. Юньков, В. Б. Наугольников, М. В. Копнин ; М-во высш. и сред. спец. образования УССР. Днепропетр. горный ин-т им. Артема. — Москва: Недра, 1973. — 135 с. : черт.
- Юньков А. А, Бурьян Я. Я. О выборе рациональной сети гравиметрических съемок. — Геофиз. сб. АН УССР,. Киев, 1974, вып. 61, с. 12—17.
- Подземная гравиразведка: (Метод. руководство) / Днепропетр. горн. ин-т им. Артема ; [Н. Р. Бурьян, А. А. Юньков, Н. М. Анищенко и др.]. — Ленинград: Недра. Ленингр. отд-ние, 1979. — 159 с. : ил.